# Gerardo Rodríguez Regordosa
Gerardo Rodríguez Regordosa (Puebla de Zaragoza, Puebla, México, 10 de julio de 1972) es un economista mexicano con una reconocida trayectoria de más de 14 años en la Secretaría de Hacienda y Crédito Público, donde se desempeñó recientemente como subsecretario de Hacienda y Crédito Público desde enero de 2011 hasta noviembre de 2012.

## Formación Académica
Obtuvo una Licenciatura en Economía por la  Universidad de las Américas-Puebla y posteriormente una Maestría en Ingeniería Económica e Investigación de Operaciones por la  Universidad  Stanford, en Estados Unidos.
Apasionado del deporte, en particular del basquetbol, participó en torneos juveniles de dicha actividad durante sus estudios de preparatoria en el Instituto México de Puebla, y contó con una beca deportiva al ser miembro del equipo representativo de baloncesto de su alma mater entre 1991 y 1996.

## Carrera profesional
Ocupó diversos cargos en la Secretaría de Hacienda y Crédito Público en áreas relacionadas con la emisión de deuda pública, administración de riesgos y desarrollo del sistema financiero. Se desempeñó de 2001 a 2004 como director general adjunto de Crédito Interno, donde fue responsable del financiamiento del Gobierno Federal en el mercado local así como de la promoción y desarrollo del mercado de deuda gubernamental a largo plazo en moneda local.
De enero de 2005 a enero de 2011 fungió, dentro de la misma Secretaría, como Titular de la Unidad de Crédito Público. Durante su gestión, se encargó de contratar y ejecutar las operaciones de financiamiento del Gobierno Federal en los mercados internacionales y locales, y de autorizar el financiamiento para las entidades públicas. Además tuvo a su cargo distintas actividades relacionadas con el desarrollo de proyectos de infraestructura.
Durante el periodo en el que estuvo al frente de la Unidad de Crédito Público, se tuvieron diversos logros como la emisión de un bono de deuda a plazo de 100 años y el lanzamiento del programa de  cetesdirecto para promover la inversión para pequeños ahorradores, permitiendo a la población en general comprar y vender valores gubernamentales.
De igual manera, participó en el diseño e instrumentación del Fondo Nacional de Infraestructura (FNI), fideicomiso constituido en el Banco Nacional de Obras y Servicios Públicos, el cual ha permitido el desarrollo de proyectos de gran envergadura como la planta de tratamiento de Atotonilco y las autopistas Durango-Mazatlán, el Arco Norte y la Ávila Camacho-Tihuatlán, ubicada en el corredor México-Tuxpan.
Durante su gestión al frente de la Unidad de Crédito Público también se obtuvieron diversos reconocimientos y distinciones en el área de manejo y administración de la deuda pública, entre los que destacan:
- En 2006, la revista Euromoney le otorgó a México el premio a la transacción del año por la emisión de 3 series de Warrants que permitieron intercambiar un monto aproximado de 2,500 millones de dólares de deuda externa por interna ante la innovación del instrumento.[4]
- En 2007, la revista LatinFinance le otorgó a México el premio al emisor del año (“Best Sovereign Issuer”) por las dos transacciones de manejo de pasivos realizadas durante el año, que le permitieron al Gobierno Mexicano extender el plazo y la duración de la deuda externa y mejorar la composición del portafolio de deuda de México, intercambiando deuda externa por interna.[5]
- En 2008, la publicación Euromoney le otorgó el premio “Emerging Market Sovereign Deal of the Year” por la emisión del Bono UMS 2019 por un monto 2,000 millones de dólares, a una tasa de 5.95% durante la crisis financiera, ya que este bono significó la reapertura del mercado de dólares para economías emergentes.[6] Asimismo, la publicación Emerging Markets le otorgó el premio a la Mejor Transacción Del Año de América Latina (“Best Deal Latin America 2008").[7]
- En 2009, la revista Futures and Options World le otorgó al Gobierno Mexicano el premio a la transacción más Innovadora y Creativa en Derivados (“Most Innovative or Creative use of Derivatives”) por la cobertura petrolera realizada para garantizar los ingresos presupuestales para 2009.[8]
- En 2010, el International Finance Review (IFR) le otorgó el premio como el mejor bono en yenes a la emisión del bono garantizado por el Japan Bank for International Cooperation (“JBIC”) realizada en diciembre de 2009. Este bono representó el regreso de México al mercado japonés de deuda y fue la mayor transacción llevada a cabo con una garantía del JBIC.[9]
- La revista Euromoney le otorgó a la emisión del bono en yenes con vencimiento en 2020 el reconocimiento de “Japan Deal of the Year”, por ser la segunda emisión realizada con la garantía del JBIC, reiterando el compromiso del Gobierno de mantener presencia en el mercado japonés y diversificar su base de inversionistas.[10]
- Asimismo, en octubre de 2010, el Gobierno Federal emitió un bono a 100 años, alcanzando el mayor monto de que se tenga registro para este tipo de transacciones y convirtiendo además a México en el primer país latinoamericano en poder realizar una transacción a este plazo y el segundo emisor soberano en hacerlo.[11]
- También en 2010 se incorporaron los bonos a tasa fija denominados en pesos al World Government Bond Index (WGBI), convirtiendo a México en el primer país latinoamericano en conformar parte del índice. Con esto se integró a un grupo selecto de 23 países.[12]

## Gestión como Subsecretario de Hacienda y Crédito Público
El 19 de enero de 2011 asumió el cargo de Subsecretario de Hacienda y Crédito Público, puesto para el cual fue nombrado por el presidente Felipe Calderón Hinojosa y ratificado por el Congreso de la Unión.
Como Subsecretario de Hacienda y Crédito Público tuvo entre sus principales funciones el desarrollo, coordinación e implementación de las principales políticas macroeconómicas y hacendarias de México. Estas incluyen: la planeación fiscal, financiera y económica del gobierno federal; la estrategia de contratación de deuda pública; el diseño y ejecución de la política de la banca de desarrollo; la supervisión del sistema financiero; el adecuado funcionamiento y la evolución del sistema de ahorro para el retiro; la política de inversión en infraestructura; la relación de México con los organismos financieros internacionales y la participación del país en foros financieros internacionales, entre otras.
Asimismo, participó en diversos órganos de gobierno, entre las que destacan la Junta de Gobierno del Banco de México; el Consejo de Administración de Petróleos Mexicanos; los Consejos Directivos de Nacional Financiera (México), del Banco Nacional de Comercio Exterior y del Banco Nacional de Obras y Servicios Públicos; el Comité Técnico del Fondo Nacional de Infraestructura; y las Juntas de Gobierno de la Comisión Nacional Bancaria y de Valores, de la Comisión Nacional de Seguros y Fianzas, de la Comisión Nacional del Sistema de Ahorro para el Retiro y de la Casa de Moneda.
Durante su gestión el Gobierno Mexicano llevó a cabo exitosamente, entre otras acciones, la contratación de coberturas petroleras para asegurar los ingresos del sector público, la emisión de un bono gubernamental a 100 años, la creación del Fondo Nacional de Infraestructura (FONADIN), el diseño e implementación del programa “cetesdirecto”, la contratación de un seguro de riesgos catastróficos para proteger la infraestructura pública contra desastres naturales y el desarrollo e impulso de la política de inclusión financiera.
Además, Gerardo Rodríguez tuvo una destacada participación en el diseño y aprobación de distintas reformas estructurales, como la Ley de Asociaciones Público-Privadas, la reforma a la Ley de Competencia Económica de 2011 y la reforma a la Ley del INFONAVIT del 2011.
Tuvo una distinguida labor durante la Presidencia mexicana del G-20 en 2012. Bajo su conducción se diseñó e impulsó la agenda de México en materia económica y financiera, en la cual se enfatizó el desarrollo de políticas para la creación de empleos y la revigorización de la economía, el fortalecimiento de la arquitectura financiera internacional, la mejora del marco regulatorio global en materia financiera y la promoción de la inclusión y la educación financiera. Además, por primera vez en la historia del G-20 se planteó como prioridad de la agenda el desarrollo de políticas verdes, como acciones contra el cambio climático y políticas de crecimiento verde. Asimismo, se lograron impulsar nuevos mecanismos para garantizar la transparencia y la rendición de cuentas como guías para la actuación de la Presidencia mexicana del G-20. Su labor de coordinación internacional y su desempeño en las reuniones de Viceministros ayudaron en gran medida a alcanzar el acuerdo para incrementar los recursos disponibles para el FMI y la suscripción del Plan de Acción de Los Cabos para el Crecimiento y el Empleo, entre muchos otros acuerdos y compromisos celebrados en la Cumbre de Líderes –descritos en la Declaración de Líderes del G-20— y durante el año. 
Ha escrito diversos artículos en periódicos nacionales e internacionales sobre diversos temas como los BRICS, la Banca de Desarrollo, Banca Móvil, Fondos Soberanos de Inversión, Crecimiento Verde e Inclusión Financiera. Coordinó también la publicación reciente del libro El Crédito Público en la Historia Hacendaria de México.
Fue seleccionado como una de las 30 promesas en los 30 de la Revista Expansión en su edición 2011, reconociéndosele por ser un hábil operador de variables macroeconómicas y financieras en México. Además, la revista Quién reconoció a Gerardo Rodríguez Regordosa como una de las 50 personas que mueven a México en 2012 por su labor de liderazgo durante la presidencia mexicana del G20.